# I fratelli Corsaro
I fratelli Corsaro è una serie televisiva italiana diretta da Francesco Miccichè, trasmessa in prima visione su Canale 5 dall'11 settembre al 2 ottobre 2024, con protagonisti Giuseppe Fiorello e Paolo Briguglia. È tratta dai romanzi del giornalista e scrittore palermitano Salvo Toscano, editi da Newton Compton Editori.

## Trama
I fratelli Fabrizio e Roberto Corsaro, che lavorano rispettivamente come giornalista di cronaca nera per il principale quotidiano di Palermo Sicilia Oggi e come avvocato penalista, si ritrovano spesso costretti a lavorare sullo stesso caso.

## Episodi
| Stagione       | Episodi | Prima TV |
| -------------- | ------- | -------- |
| Prima stagione | 4       | 2024     |

## Personaggi e interpreti

### Personaggi principali
- Fabrizio Corsaro, interpretato da Giuseppe Fiorello. È il fratello di Roberto e lavora come giornalista di cronaca nera per il principale quotidiano di Palermo Sicilia Oggi.
- Roberto Corsaro, interpretato da Paolo Briguglia. È il fratello di Fabrizio, più giovane di qualche anno, e lavora come avvocato penalista.
- Monica Corsaro, interpretata da Enrica Pintore. È la moglie di Roberto e lavora per una casa editrice.
- Giulia Orlando, interpretata da Roberta Rigano. È una collega di Fabrizio, che si occupa di cronaca giudiziaria.
- Valeria Mancuso, interpretata da Lorena Cacciatore. È la socia di Roberto e amica stretta di sua moglie Monica. E omosessuale.
- Antonia Corsaro, interpretato da Anita Zagaria. È la madre di Fabrizio e Roberto, da vent'anni vedova dell'amato Rocco.
- Don Luigi Trovato, interpretato da Maurizio Marchetti. È un amico della famiglia Corsaro.
- Vicequestore Fisichella, interpretato da Francesco Fotì.
- Pippo Nocera, interpretato da Vittorio Magazzù. È un giovane fotografo che lavora insieme a Fabrizio il quale gli dà molti consigli in fatto di donne.
- Ivan Bosco, interpretato da Carlo Cartier. È il capo di Fabrizio.
- Maria Librizzi, interpretata da Katia Greco. È un'attivista antimafia è candidata sindaco a Castelferro che inizia a frequentare Fabrizio.
- Carlo Maniscalco, interpretato da Massimiliano Davoli. È un pubblico ministero dell’antimafia e vecchio amico di Roberto.
- Valentino Ambrosetti, interpretato da Davide Lorino. È lo zio di Maria Librizzi.
- Gaetano Scaduto, interpretato da Massimo De Lorenzo. È un ex carabiniere rimasto invalido e ora collaboratore di Roberto.

### Personaggi secondari
- Vittorio Ragone, interpretato da Riccardo Isgrò. È un giovane giornalista raccomandato che inizia a lavorare per il quotidiano Sicilia Oggi.
- Antonella Vullo, interpretata da Federica Greco. È una giornalista e fiamma di Pippo.
- Sutera, interpretato da Ivan Giambirtone. È un pubblico ministero.
- Vicè Labbate, interpretato da Aldo Toscano. È un boss mafioso che viene arrestato dopo una lunghissima latitanza e che sembra avere a che fare con il padre dei fratelli Corsaro.
- Rocco Corsaro, interpretato da Gigi Borruso. È il padre di Fabrizio e Roberto, morto vent'anni prima.

## Produzione
La serie è tratta dai romanzi di Salvo Toscano, diretta da Francesco Miccichè, scritta da Giuseppe Fiorello, Salvatore De Mola e Pier Paolo Piciarelli e prodotta da Camfilm e Taodue in collaborazione con RTI.

### Riprese
Le riprese sono state effettuate dal 28 agosto a dicembre 2023 per una durata di quattordici settimane a Palermo, in particolare presso il tribunale di Piazza Vittorio Emanuele Orlando, al centro storico, in via Conte Federico, nel quartiere Brancaccio-Ciaculli e nel comune di Terrasini, mentre alcune scene sono state realizzate a Milazzo (ME) e Sciacca (AG).